# Gondia
Gondia es una ciudad y  municipio situada en el distrito de Gondia en el estado de Maharashtra (India). Su población es de 132813 habitantes (2011). 

## Demografía
Según el censo de 2011 la población de Gondia era de 132813 habitantes, de los cuales 66500 eran hombres y 66313 eran mujeres. Gondia tiene una tasa media de alfabetización del 93,30%, superior a la media estatal del 82,34%: la alfabetización masculina es del 96,46%, y la alfabetización femenina del 90,16%.

## Clima
| Parámetros climáticos promedio de Gondia (1981–2010, extremes 1946–2012) | Parámetros climáticos promedio de Gondia (1981–2010, extremes 1946–2012) | Parámetros climáticos promedio de Gondia (1981–2010, extremes 1946–2012) | Parámetros climáticos promedio de Gondia (1981–2010, extremes 1946–2012) | Parámetros climáticos promedio de Gondia (1981–2010, extremes 1946–2012) | Parámetros climáticos promedio de Gondia (1981–2010, extremes 1946–2012) | Parámetros climáticos promedio de Gondia (1981–2010, extremes 1946–2012) | Parámetros climáticos promedio de Gondia (1981–2010, extremes 1946–2012) | Parámetros climáticos promedio de Gondia (1981–2010, extremes 1946–2012) | Parámetros climáticos promedio de Gondia (1981–2010, extremes 1946–2012) | Parámetros climáticos promedio de Gondia (1981–2010, extremes 1946–2012) | Parámetros climáticos promedio de Gondia (1981–2010, extremes 1946–2012) | Parámetros climáticos promedio de Gondia (1981–2010, extremes 1946–2012) | Parámetros climáticos promedio de Gondia (1981–2010, extremes 1946–2012) |
| Mes                                                                      | Ene.                                                                     | Feb.                                                                     | Mar.                                                                     | Abr.                                                                     | May.                                                                     | Jun.                                                                     | Jul.                                                                     | Ago.                                                                     | Sep.                                                                     | Oct.                                                                     | Nov.                                                                     | Dic.                                                                     | Anual                                                                    |
| ------------------------------------------------------------------------ | ------------------------------------------------------------------------ | ------------------------------------------------------------------------ | ------------------------------------------------------------------------ | ------------------------------------------------------------------------ | ------------------------------------------------------------------------ | ------------------------------------------------------------------------ | ------------------------------------------------------------------------ | ------------------------------------------------------------------------ | ------------------------------------------------------------------------ | ------------------------------------------------------------------------ | ------------------------------------------------------------------------ | ------------------------------------------------------------------------ | ------------------------------------------------------------------------ |
| Temp. máx. abs. (°C)                                                     | 34.5                                                                     | 38.5                                                                     | 42.5                                                                     | 46.1                                                                     | 47.5                                                                     | 47.5                                                                     | 44.2                                                                     | 38.4                                                                     | 39.4                                                                     | 38.0                                                                     | 35.7                                                                     | 35.1                                                                     | 47.5                                                                     |
| Temp. máx. media (°C)                                                    | 28.5                                                                     | 31.2                                                                     | 35.9                                                                     | 40.3                                                                     | 42.3                                                                     | 37.9                                                                     | 31.5                                                                     | 30.6                                                                     | 32.1                                                                     | 32.6                                                                     | 30.9                                                                     | 28.9                                                                     | 33.6                                                                     |
| Temp. mín. media (°C)                                                    | 13.2                                                                     | 15.6                                                                     | 19.9                                                                     | 24.2                                                                     | 27.7                                                                     | 26.8                                                                     | 24.1                                                                     | 24.0                                                                     | 23.6                                                                     | 21.4                                                                     | 16.6                                                                     | 12.6                                                                     | 20.8                                                                     |
| Temp. mín. abs. (°C)                                                     | 6.6                                                                      | 6.7                                                                      | 11.4                                                                     | 11.6                                                                     | 13.8                                                                     | 20.4                                                                     | 19.8                                                                     | 18.3                                                                     | 19.2                                                                     | 13.3                                                                     | 8.5                                                                      | 5.0                                                                      | 5.0                                                                      |
| Lluvias (mm)                                                             | 24.3                                                                     | 22.9                                                                     | 13.9                                                                     | 8.8                                                                      | 10.6                                                                     | 180.5                                                                    | 386.1                                                                    | 374.5                                                                    | 177.6                                                                    | 46.5                                                                     | 13.6                                                                     | 11.4                                                                     | 1270.7                                                                   |
| Días de lluvias (≥ 1 mm)                                                 | 1.4                                                                      | 1.7                                                                      | 1.4                                                                      | 0.9                                                                      | 1.0                                                                      | 8.6                                                                      | 16.2                                                                     | 16.8                                                                     | 8.9                                                                      | 3.2                                                                      | 0.6                                                                      | 0.6                                                                      | 61.4                                                                     |
| Humedad relativa (%)                                                     | 48                                                                       | 37                                                                       | 30                                                                       | 25                                                                       | 25                                                                       | 50                                                                       | 73                                                                       | 78                                                                       | 71                                                                       | 57                                                                       | 51                                                                       | 47                                                                       | 50                                                                       |
| Fuente n.º 1: India Meteorological Department                            |                                                                          |                                                                          |                                                                          |                                                                          |                                                                          |                                                                          |                                                                          |                                                                          |                                                                          |                                                                          |                                                                          |                                                                          |                                                                          |
| Fuente n.º 2: Government of Maharashtra                                  |                                                                          |                                                                          |                                                                          |                                                                          |                                                                          |                                                                          |                                                                          |                                                                          |                                                                          |                                                                          |                                                                          |                                                                          |                                                                          |